# (1188) Gothlandia
(1188) Gothlandia es un asteroide que forma parte del cinturón de asteroides y fue descubierto por José Comas y Solá el 30 de septiembre de 1930 desde el observatorio Fabra de Barcelona, España.

## Designación y nombre
Gothlandia fue designado al principio como 1930 SB.
Más adelante se nombró por la antigua palabra para Cataluña.

## Características orbitales
Gothlandia orbita a una distancia media de 2,191 ua del Sol, pudiendo acercarse hasta 1,796 ua y alejarse hasta 2,585 ua. Su inclinación orbital es 4,818° y la excentricidad 0,1802. Emplea 1184 días en completar una órbita alrededor del Sol.
Gothlandia forma parte de la familia asteroidal de Flora.